# Efecan Şenolsun
Efecan Şenolsun (* 11. September 1992 in Izmir) ist ein türkischer Schauspieler.

## Leben und Karriere
Şenolsun wurde am 11. September 1992 in Izmir geboren. Er studierte an der İstanbul Bilgi Üniversitesi. Seine Schwester Melisa Şenolsun ist ebenfalls Schauspielerin. Sein Debüt gab sie 2013 in der Fernsehserie Güneşi Beklerken. Von 2015 bis 2016 wurde er für die Serie Paramparça gecastet.
Anschließend bekam er 2015 in dem Film Nadide Hayat eine Hauptrolle. Außerdem trat Şenolsun 2017 in der Serie Fi auf. Zwischen 2018 und 2019 spielte er in Çarpışma mit. Unter anderem war er in dem Theaterstück Kıyamete Kadar Kapattım Kalbimi zu sehen.

## Filmografie
Filme
- 2015: Kocan Kadar Konuş
- 2015: Nadide Hayat

Serien
- 2013: Güneşi Beklerken
- 2015–2016: Paramparça
- 2017: Hayat Sırları
- 2017: Fi
- 2018–2019: Çarpışma
- 2018: Yaşamayanlar

## Theater
- 2016: Kıyamete Kadar Kapattım Kalbimi